# Méolans-Revel
Pour les articles homonymes, voir Revel et Méolans.
Méolans-Revel (prononcer [meɔlɑ̃ ʁəvɛl] ; Méoulans et Revel en valéian) est une commune française, située dans le département des Alpes-de-Haute-Provence en région Provence-Alpes-Côte d'Azur. La commune est quelquefois appelée Revel-Méolans.
Le nom de ses habitants est Méovellans, en valéian lous Méoulansencs et lous Revelencs.

## Géographie

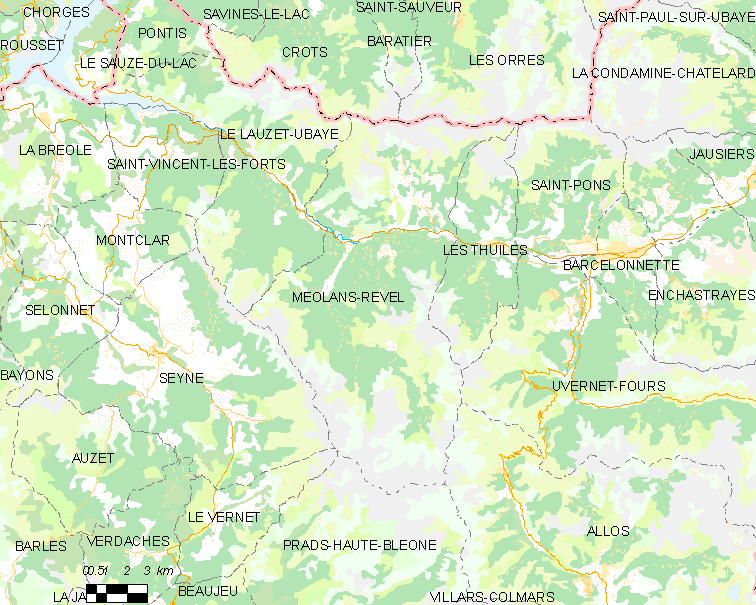
Carte de Méolans-Revel

La commune est située dans la vallée de l'Ubaye à 10 kilomètres du Lauzet-Ubaye et 12 kilomètres de Barcelonnette. Le lac de Serre-Ponçon est distant d'une quinzaine de kilomètres.
Issue de la fusion des communes de Méolans et de Revel, la commune compte plusieurs hameaux :
- l’Abbaye ou Laverq, au sud, accessible depuis Méolans par le GR 6-56,
- Méolans, implanté sur la rive sud de l'Ubaye,
- Revel,
- Rioclar, au nord-est de Méolans,
- le Martinet est le hameau à la confluence du Laverq et de l'Ubaye,
- Saint-Barthélemy, au sud-ouest de Méolans, dans le vallon du Laverq.

Le village de Méolans est implanté à l’abri d’un verrou barrant la vallée de l’Ubaye, site abrité du vent.

### Géologie
Lors des deux dernières grandes glaciations, la glaciation de Riss et la glaciation de Würm, les vallées de la commune sont envahies par les glaciers de l’Ubaye et des glaciers des vallons affluents, comme le vallon du torrent de Rioclar, ou celui du vallon du Riou Bournin. Un glacier s’écoulait également dans la vallée du Lavercq. Les sommets des crêtes n’ont jamais été recouverts.

### Relief
La commune est surplombée par un massif assez remarquable de 2 408 mètres d'altitude, la « Tête de Louis XVI ». Vu à contre-jour, le sommet de la montagne ressemble au profil du roi Louis XVI.
Autres sommets :
- Tête de l'Estrop (2 961 m), sommet non loin de la commune ;
- Les Trois-Évêchés (2 819 m) ;
- Grande Séolane (2 909 m) ;
- Petite Séolane (2 855 m).

Un oratoire se trouve au col de Famouras.

Sommets de la commune de Méolans-Revel
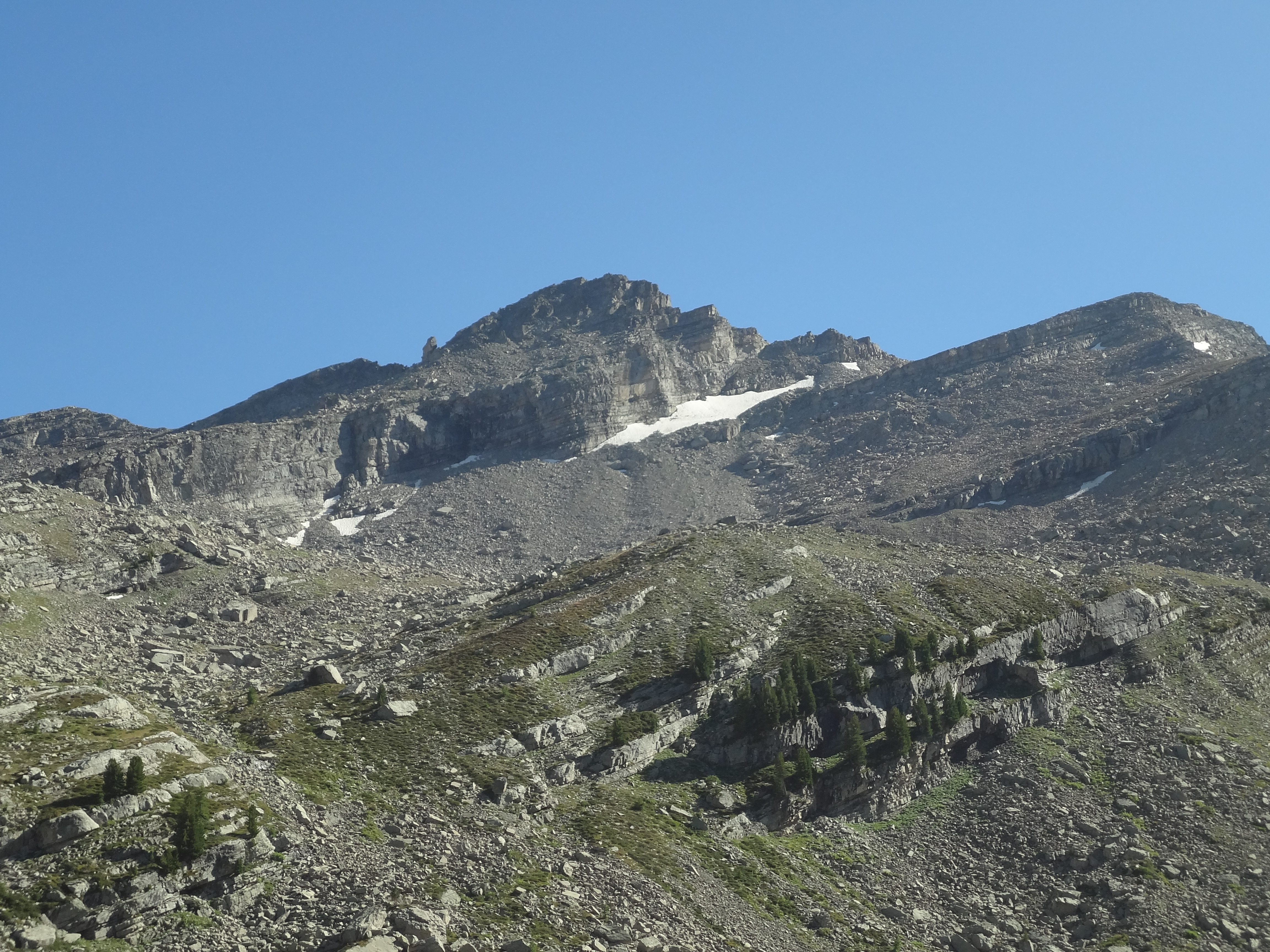
Vue de la Tête de l'Estrop de la commune de Méolans-Revel, avec le reliquat du glacier de la Blanche.
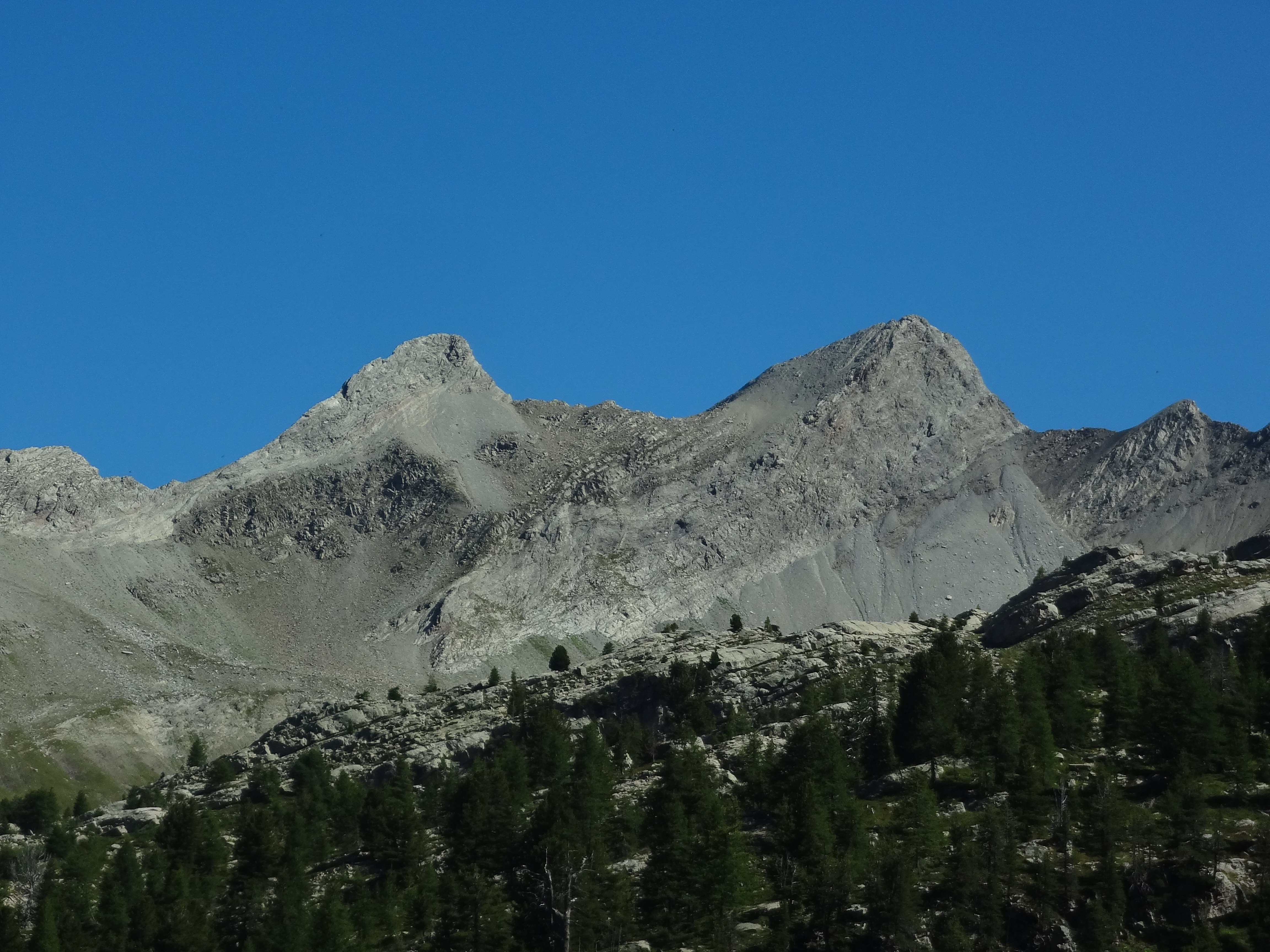
Sommet des Trois-Évêchés.
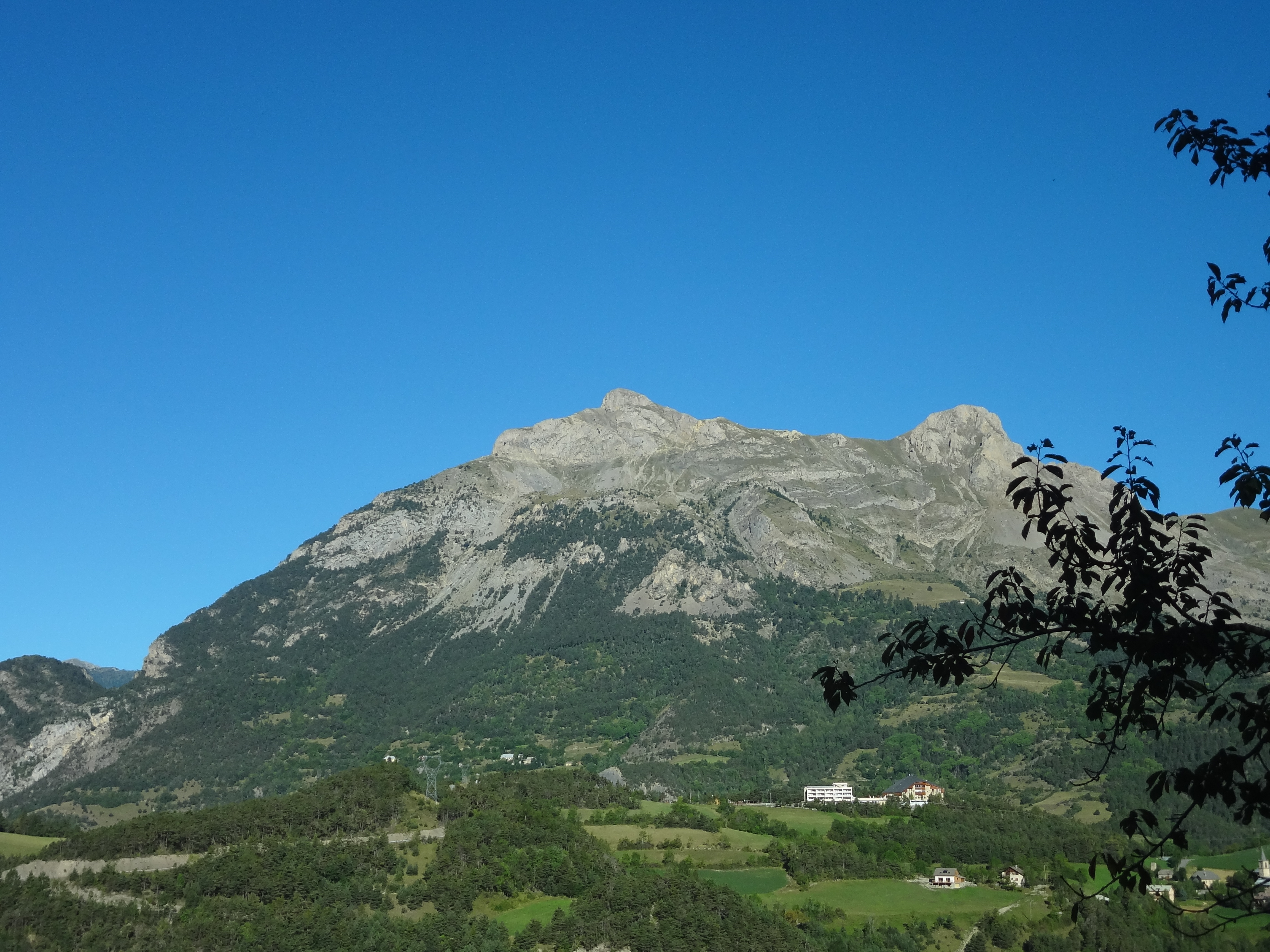
Tête de Louis XVI (à gauche) et le Peissièou (à droite), respectivement 2 408 et 2 406 m d'altitude.
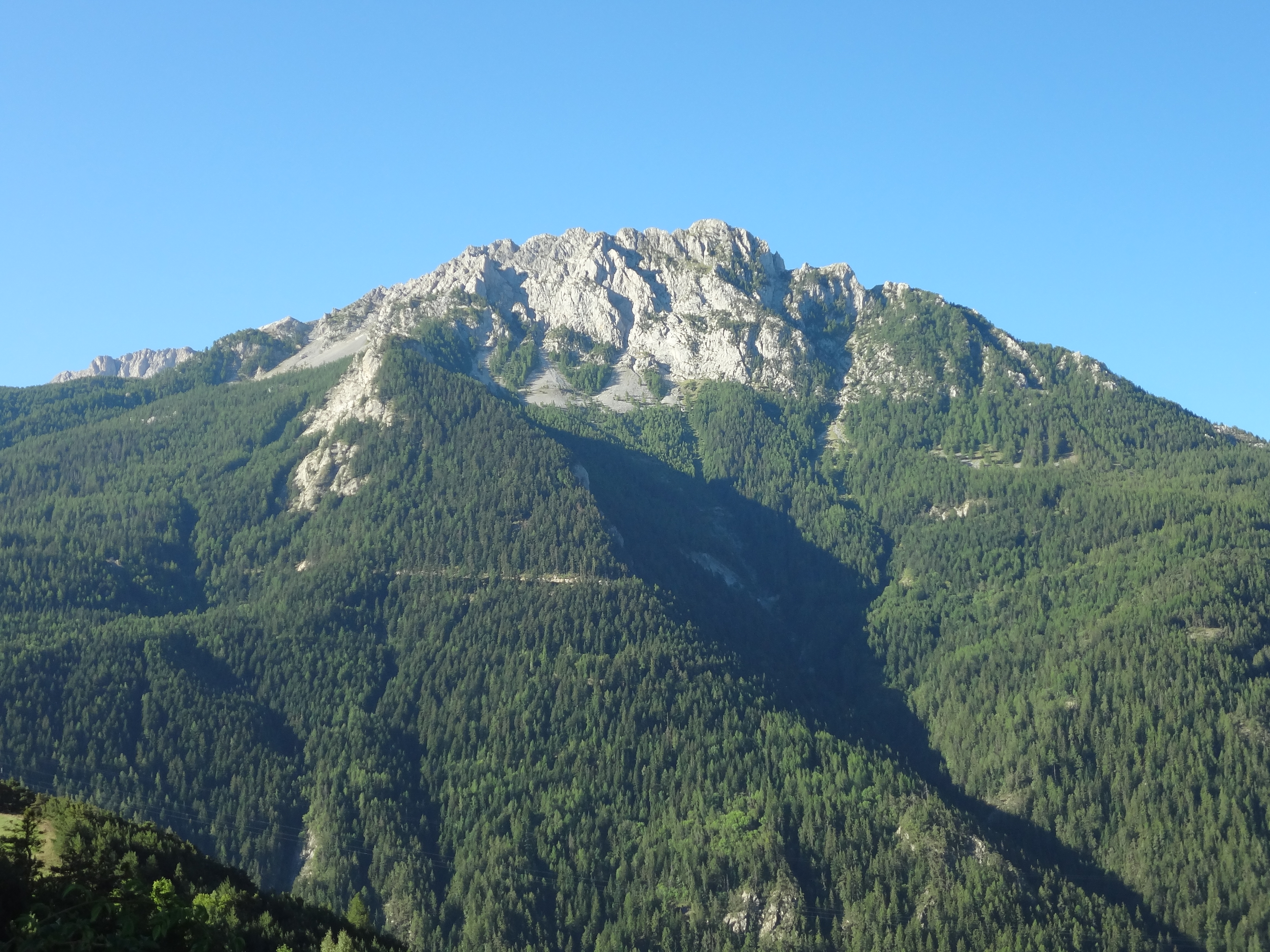
Séolane des Besses (2 402 m).

### Hydrographie

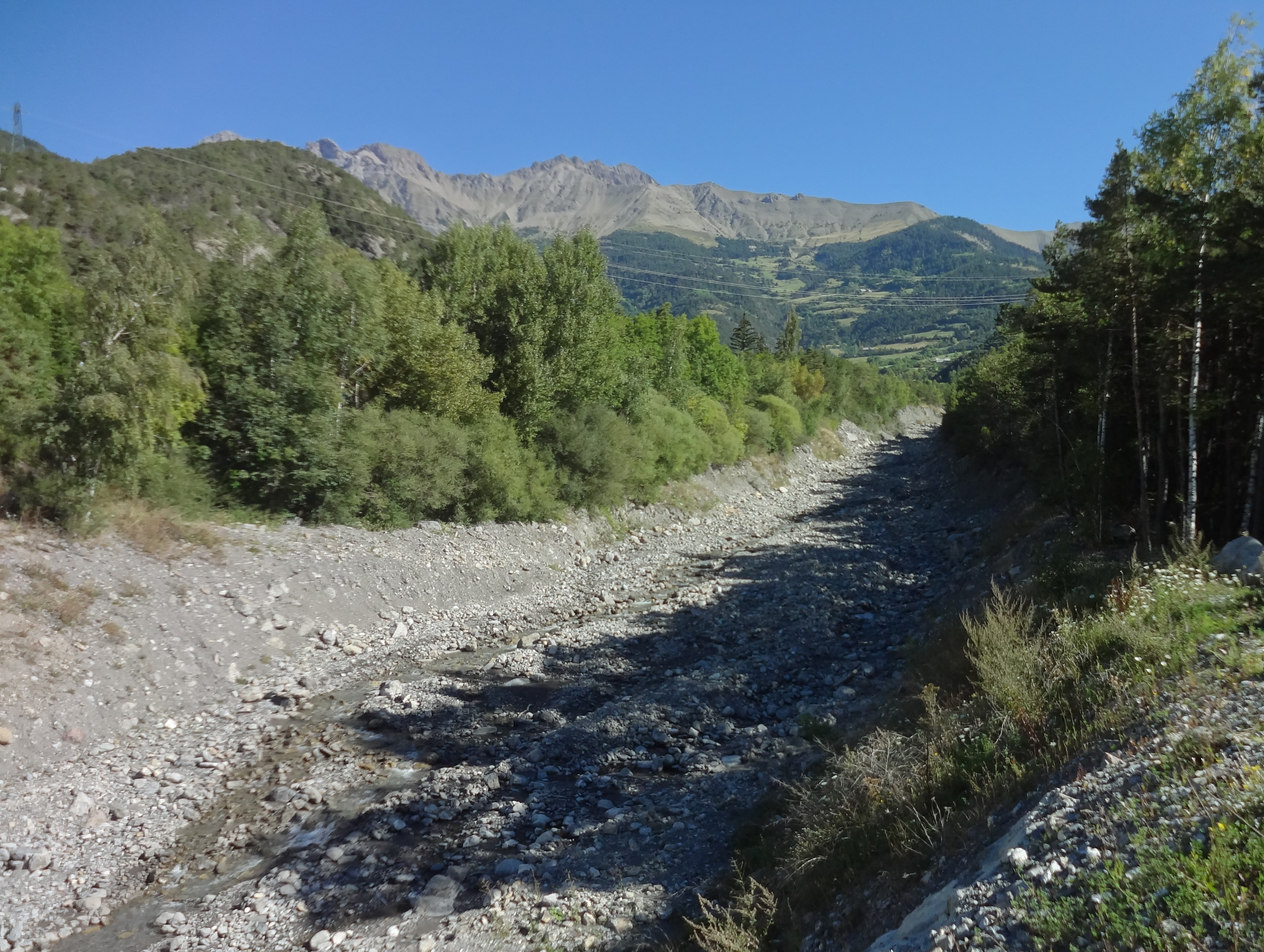
L'Abéous à La Fresquière, proche du confluent avec l'Ubaye.

Le principal cours d'eau de la commune est l'Ubaye, qui reçoit deux affluents dans sa traversée de la commune :
- l'Abéous en rive droite ;
- la Blanche de Laverq en rive gauche.

### Flore et faune

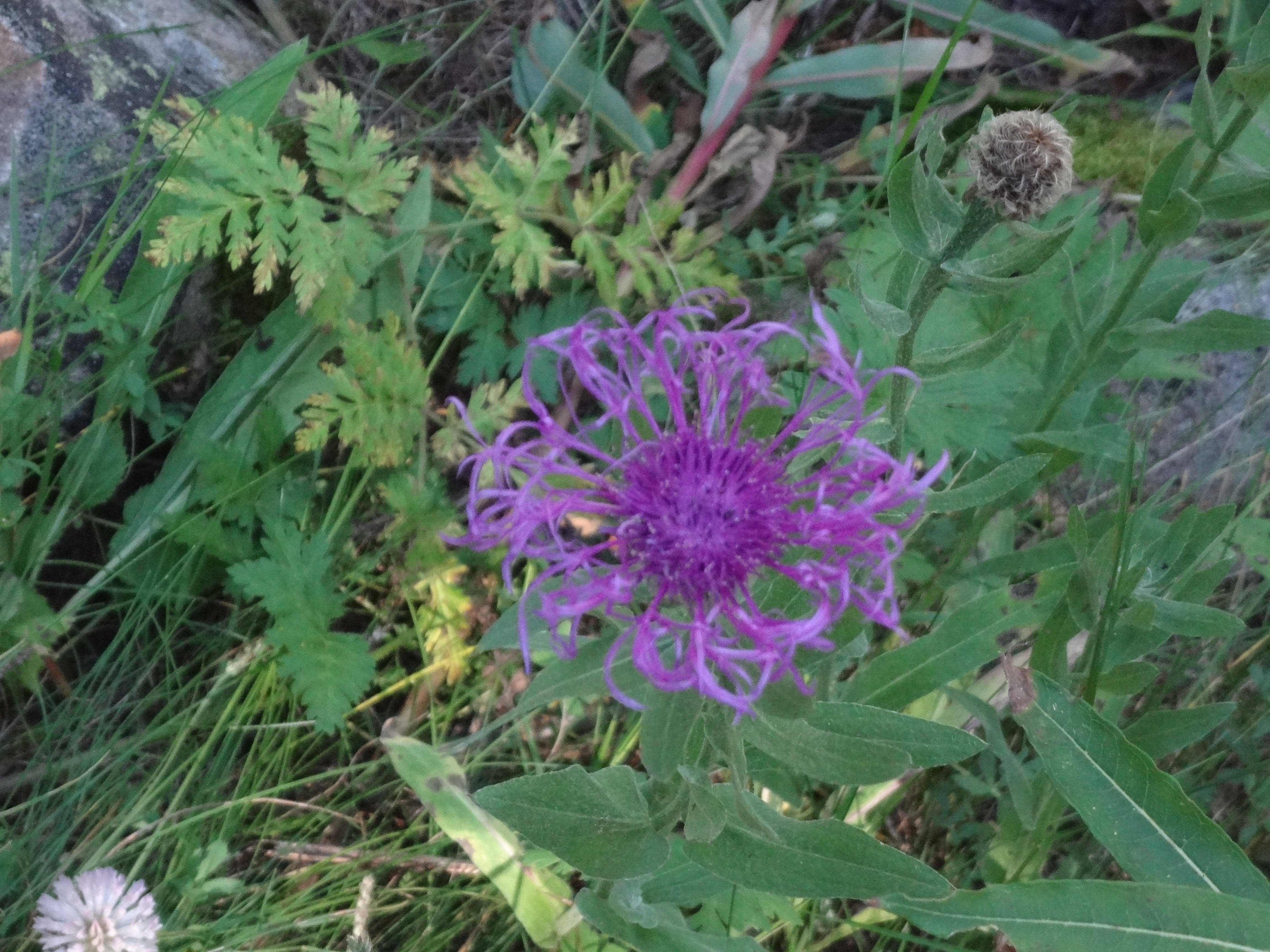
Centaurée à un capitule (Centaurea uniflora), vivant à environ 2000 m d'altitude.

La commune compte 8 000 ha de bois et forêts, soit 63 % de sa superficie.

### Transports

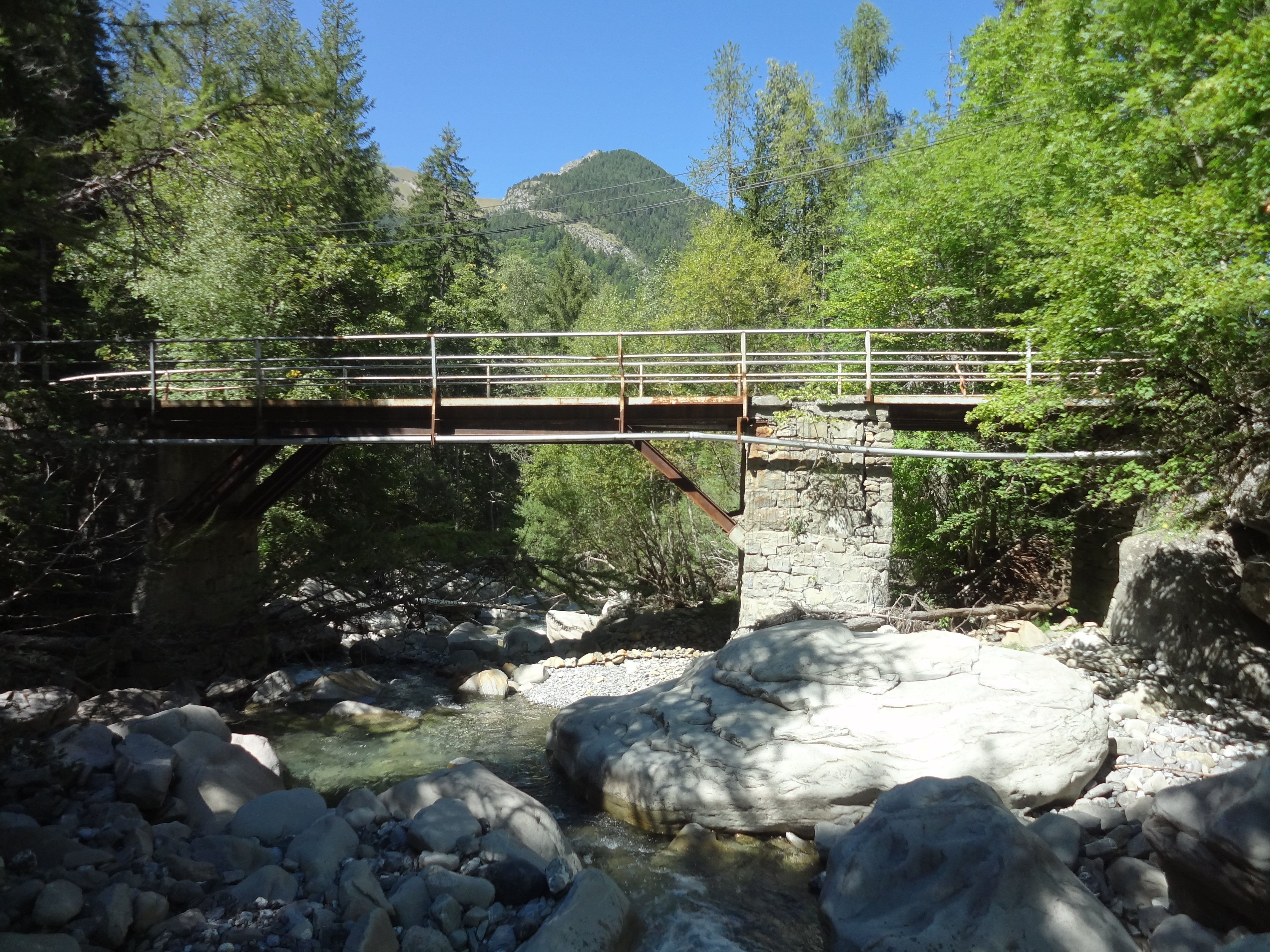
Pont de Baud, vallon de Laverq.

Une partie du réseau routier communal utilise des infrastructures rudimentaires.

### Risques naturels et technologiques

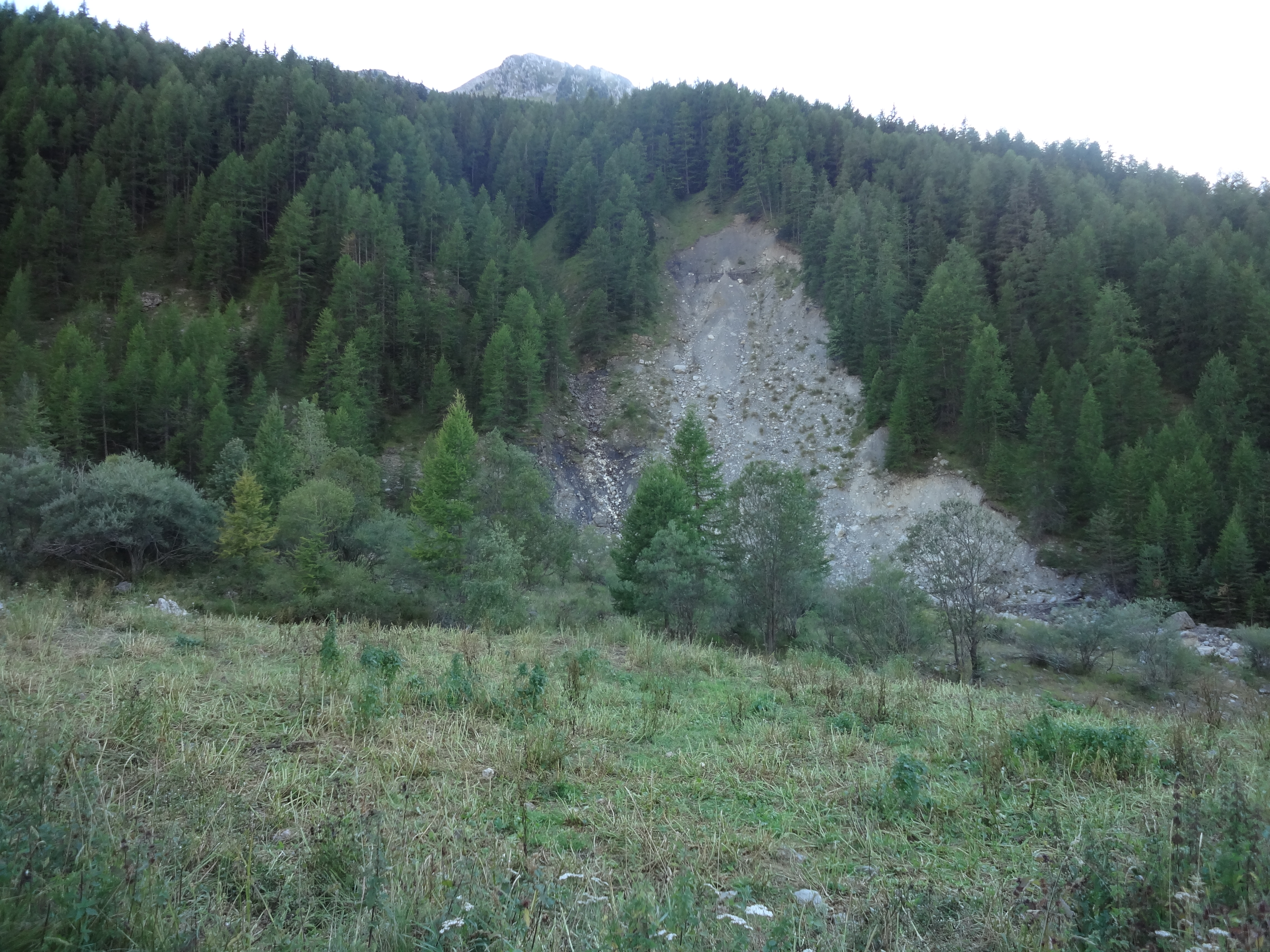
Glissement de terrain dans le vallon du Laverq.

Aucune des 200 communes du département n'est en zone de risque sismique nul. L'ancien canton du Lauzet-Ubaye auquel appartenait Méolans-Revel est en zone 1b (sismicité faible) selon la classification déterministe de 1991, basée sur les séismes historiques, et en zone 4 (risque moyen) selon la classification probabiliste EC8 de 2011.risques naturels :
- feu de forêt,
- inondation (dans les vallées du riou de la Blanche et de l’Ubaye),
- mouvement de terrain.

La commune de Méolans-Revel est de plus exposée à un risque d’origine technologique, celui de transport de matières dangereuses par route. La départementale RD 900 (ancienne route nationale 100) peut être empruntée par les transports routiers de marchandises dangereuses. Aucun plan de prévention des risques naturels prévisibles (PPR) n’existe pour la commune et le Dicrim n’existe pas non plus.
La commune a été l’objet de deux arrêtés de catastrophe naturelle pour des inondations et des coulées de boue en 1991 et 2009. Dans la liste qui suit, figurent les tremblements de terre fortement ressentis dans la commune. Ils dépassent une intensité macro-sismique ressentie de V sur l’échelle MSK (dormeurs réveillés, chutes d’objets). Les intensités indiquées sont celles ressenties dans la commune, l’intensité peut être plus forte à l’épicentre :
- le séisme du 19 mars 1935, d’une intensité ressentie à Méolans-Revel de V et dont l’épicentre était situé à Digne[10],
- le séisme du 17 février 1949, avec une intensité ressentie de V et Barcelonnette pour épicentre[11],
- le séisme du 22 mars 1949, avec une intensité ressentie de V et Le Lauzet-Ubaye pour épicentre[12],
- le séisme du 7 août 1974, avec une intensité ressentie de V et Le Lauzet-Ubaye pour épicentre[13],
- le séisme du 31 octobre 1997, d’une intensité ressentie à Méolans-Revel de V et dont l’épicentre était situé à Prads-Haute-Bléone[14].

### Toponymie
Le nom du village de Méolans, tel qu’il apparaît pour la première fois dans les textes en 1126 (territorium de Meolano), est interprété de différentes manières : 
- selon Charles Rostaing et les Fénié, il s’agit d’un des nombreux Mediolanum gaulois, une terre située au milieu[15],[16] ;
- selon Ernest Nègre, l’origine est gauloise, mais le nom de Méolans signifie sanctuaire central[17].

Revel apparaît sous la forme Revelum au Moyen Âge.
Le Martinet à la confluence du Laverq et de l'Ubaye évoque certainement la présence d'une petite industrie ancienne, avec un martinet de forge hydraulique actionné par un moulin (il y en avait un déjà plus en amont de l'Ubaye en allant vers les Thuiles et sur cette rive gauche.

### Climat
Pour des articles plus généraux, voir Climat de Provence-Alpes-Côte d'Azur et Climat des Alpes-de-Haute-Provence.
En 2010, le climat de la commune est de type climat des marges montargnardes, selon une étude du Centre national de la recherche scientifique s'appuyant sur une série de données couvrant la période 1971-2000. En 2020, Météo-France publie une typologie des climats de la France métropolitaine dans laquelle la commune est exposée à un climat de montagne ou de marges de montagne et est dans la région climatique Alpes du sud, caractérisée par une pluviométrie annuelle de 850 à 1 000 mm, minimale en été.
Pour la période 1971-2000, la température annuelle moyenne est de 8,2 °C, avec une amplitude thermique annuelle de 17,3 °C. Le cumul annuel moyen de précipitations est de 758 mm, avec 6,9 jours de précipitations en janvier et 6,1 jours en juillet. Pour la période 1991-2020, la température moyenne annuelle observée sur la station météorologique de Météo-France la plus proche, « Barcelonnette », sur la commune de Faucon-de-Barcelonnette à 11 km à vol d'oiseau, est de 8,2 °C et le cumul annuel moyen de précipitations est de 694,3 mm. 
La température maximale relevée sur cette station est de 36,7 °C, atteinte le 28 juin 2019 ; la température minimale est de −25 °C, atteinte le 10 février 1986,,.
Les paramètres climatiques de la commune ont été estimés pour le milieu du siècle (2041-2070) selon différents scénarios d'émission de gaz à effet de serre à partir des nouvelles projections climatiques de référence DRIAS-2020. Ils sont consultables sur un site dédié publié par Météo-France en novembre 2022.

## Urbanisme

### Typologie
Au 1er janvier 2024, Méolans-Revel est catégorisée commune rurale à habitat très dispersé, selon la nouvelle grille communale de densité à 7 niveaux définie par l'Insee en 2022.
Elle est située hors unité urbaine. Par ailleurs la commune fait partie de l'aire d'attraction de Barcelonnette, dont elle est une commune de la couronne,. Cette aire, qui regroupe 11 communes, est catégorisée dans les aires de moins de 50 000 habitants,.

### Occupation des sols
L'occupation des sols de la commune, telle qu'elle ressort de la base de données européenne d’occupation biophysique des sols Corine Land Cover (CLC), est marquée par l'importance des forêts et milieux semi-naturels (93,4 % en 2018), en diminution par rapport à 1990 (96,5 %). La répartition détaillée en 2018 est la suivante : 
forêts (35,7 %), espaces ouverts, sans ou avec peu de végétation (35,1 %), milieux à végétation arbustive et/ou herbacée (22,6 %), zones agricoles hétérogènes (4,6 %), prairies (1,6 %), espaces verts artificialisés, non agricoles (0,4 %).
L'évolution de l’occupation des sols de la commune et de ses infrastructures peut être observée sur les différentes représentations cartographiques du territoire : la carte de Cassini (XVIIIe siècle), la carte d'état-major (1820-1866) et les cartes ou photos aériennes de l'IGN pour la période actuelle (1950 à aujourd'hui).

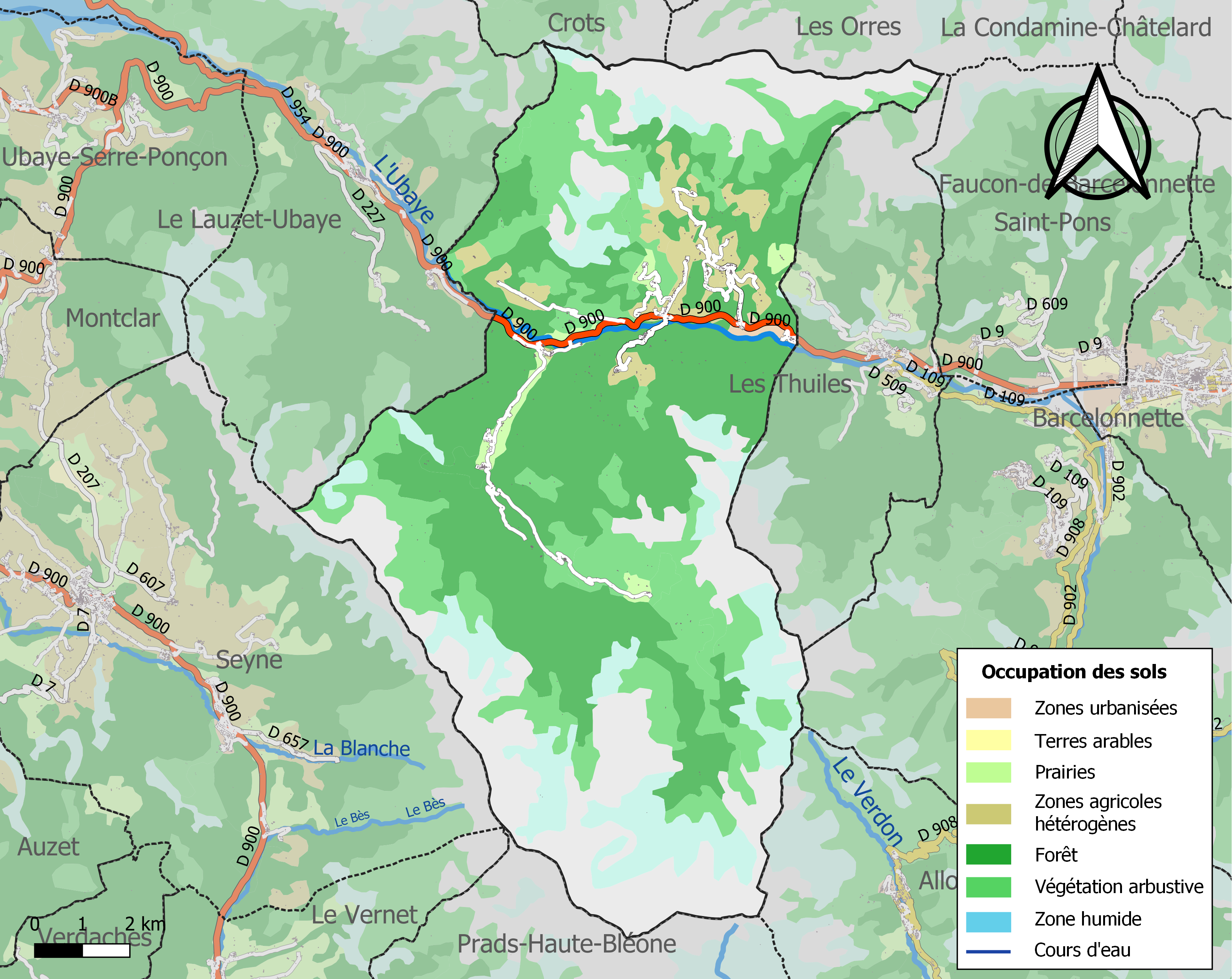
Carte de l'occupation des sols de la commune en 2018 (CLC).

Le tableau ci-dessous présente l' occupation des sols de la commune en 2018, telle qu'elle ressort de la base de données européenne d’occupation biophysique des sols Corine Land Cover (CLC).
| Type d’occupation                                                                   | Pourcentage | Superficie (en hectares) |
| ----------------------------------------------------------------------------------- | ----------- | ------------------------ |
| Équipements sportifs et de loisirs                                                  | 0,4 %       | 54                       |
| Prairies et autres surfaces toujours en herbe                                       | 1,5 %       | 198                      |
| Systèmes culturaux et parcellaires complexes                                        | 1,4 %       | 178                      |
| Surfaces essentiellement agricoles interrompues par des espaces naturels importants | 6,2 %       | 416                      |
| Forêts de conifères                                                                 | 35,3 %      | 4513                     |
| Forêts mélangées                                                                    | 0,4 %       | 51                       |
| Pelouse et pâturages naturels                                                       | 16,6 %      | 2116                     |
| Landes et broussailles                                                              | 1,3 %       | 170                      |
| Forêt et végétation arbustive en mutation                                           | 4,7 %       | 601                      |
| Roches nues                                                                         | 23,1 %      | 2952                     |
| Végétation clairsemée                                                               | 12,0 %      | 1534                     |
| Source : Corine Land Cover                                                          |             |                          |

## Histoire

### Origines
Le territoire de la commune est occupé à l’époque gallo-romaine sous le nom de Mediolanum.
Au XIIe siècle, les moines de l’abbaye chalaisienne de Boscodon fondent une succursale dans le vallon du Laverq.
Les deux communautés dépendent des comtes de Provence jusqu’en 1388, puis passent aux comtes de Savoie jusqu’au traité d'Utrecht (1713), et enfin au roi de France,.
Le village de Méolans est incendié en 1628, 1690 (guerres), 1780 et 1854. Revel compte 147 feux au dénombrement de 1315, et 911 habitants en 1765.

### XVIIIeetXIXesiècles
Les deux communautés étaient très peuplées (total de 2025 habitants en 1765). Elle comptait cinq paroisses et dix-sept chapelles desservies par des prêtres.
Durant la Révolution, la commune de Méolans compte une société patriotique, créée après la fin de 1792.

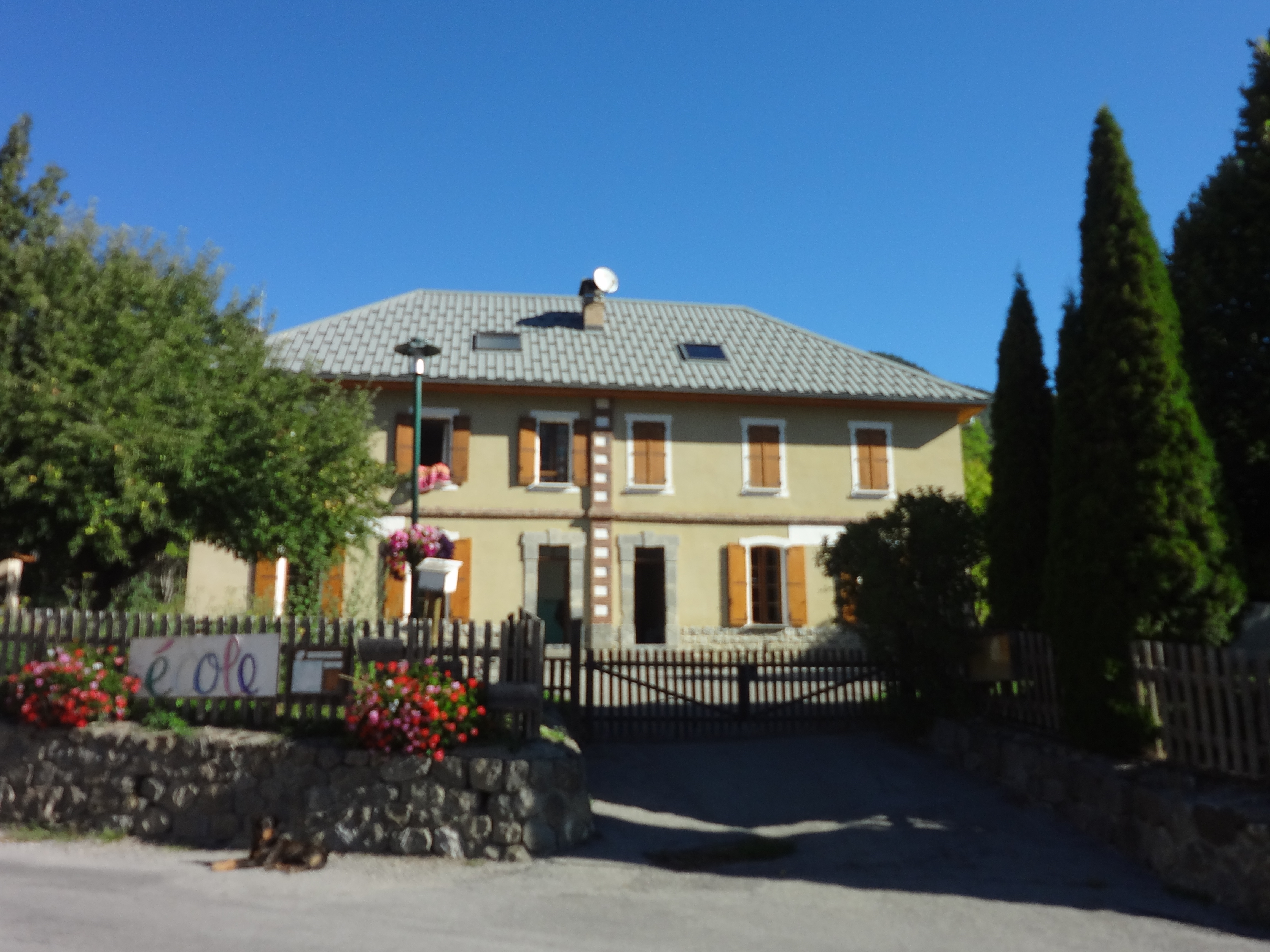
Ancienne école de Rioclar.

Comme de nombreuses communes du département, Méolans et Revel se dotent d’écoles bien avant les lois Jules Ferry : en 1863, elles comptent ensemble six écoles dispensant une instruction primaire aux garçons. Celles de Revel se trouvent à Saint-Jacques et au Rioclar. Méolans en compte quatre, plus une école de filles (la loi Falloux (1851) imposant l’ouverture de cette école dans les communes de plus de 800 habitants). En 1908, la municipalité envisage de construire une école neuve à Saint-Barthélemy, mais, dans un premier temps, le projet est rejeté par l’Inspection d'Académie car la nouvelle école serait à moins de cent mètres du cimetière. Il est ensuite accepté devant l’impossibilité de construire l’école ailleurs.

### XXeetXXIesiècles

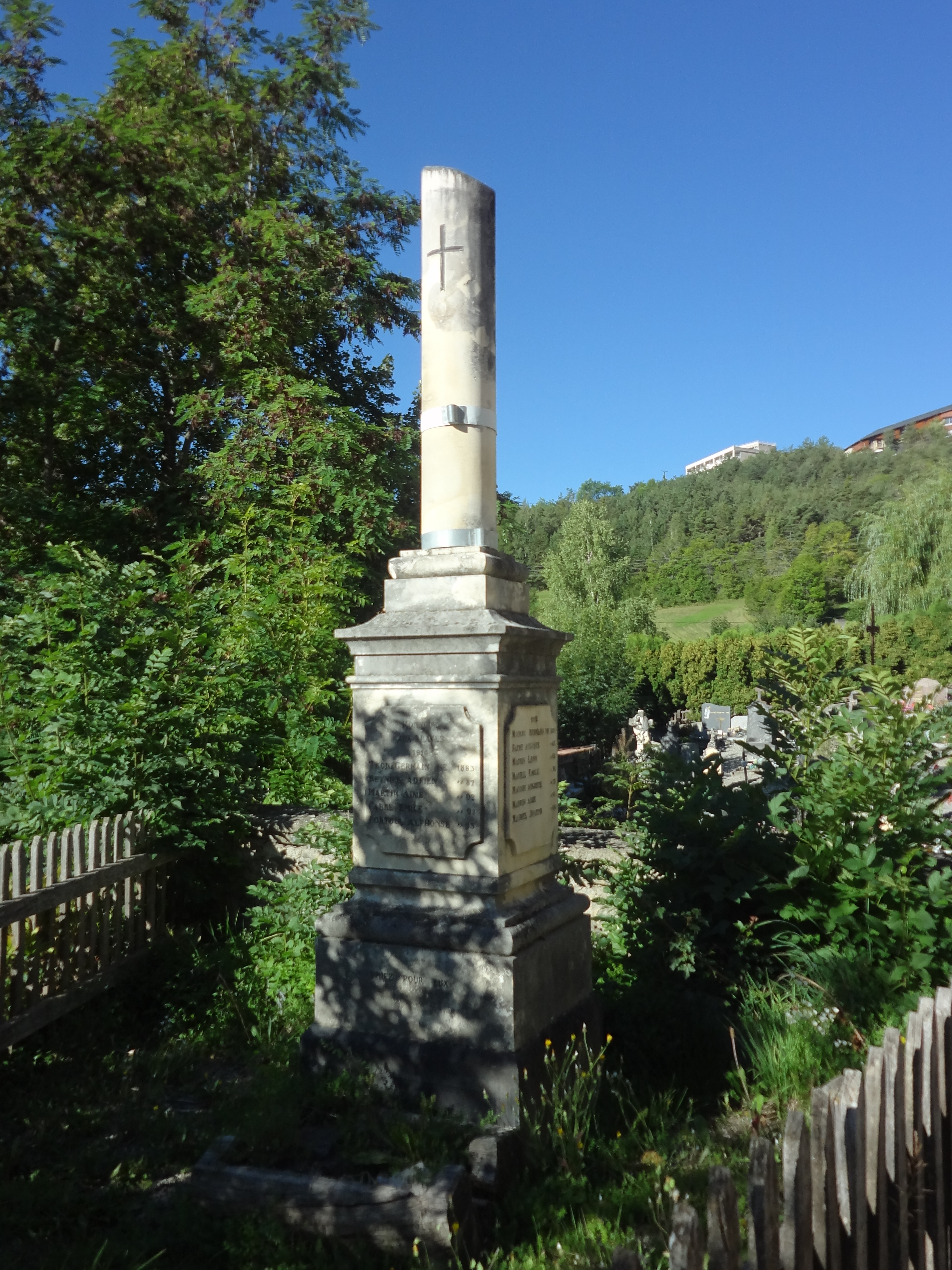
Monument aux morts du hameau de Rioclar.

La commune de Revel est durement touchée par la Première Guerre mondiale, qui accélère encore le déclin démographique : outre les morts tués par les Allemands, un jeune homme de Revel est fusillé pour l'exemple ; son nom figure cependant sur le monument aux morts de Barcelonnette. La commune de Revel est la première de la vallée de l'Ubaye à élever son monument aux morts, le 23 juin 1919. Une souscription publique permet son financement. Une autre souscription, de fin 1919 à 1921, a lieu dans toute l'Ubaye et permet de financer un monument aux 509 morts de la vallée, érigé à Barcelonnette par Paul Landowski.
Dans les années 1930, la commune de Méolans seule comptait sept scieries. Et jusqu’au milieu du XXe siècle, la vigne était cultivée à Revel, pour l’autoconsommation, jusqu’au hameau de Champcontier (1 050 m).
La commune actuelle est issue de la fusion-association, le 15 mai 1973, de l'ancienne commune de Méolans (code Insee 04119) rattachée à la commune de Revel (code Insee 04161), sous le nom de Méolans-Revel (qui reprend le code Insee de la seconde). Cette fusion-association a été transformée, le 1er novembre 1982, en fusion simple, sans qu'il y ait de changement de dénomination.

## Économie

### Aperçu général
En 2009, la population active s’élevait à 182 personnes, dont 9 chômeurs (16 fin 2011). Ces travailleurs sont majoritairement salariés (71 %) et travaillent majoritairement dans la commune (72 %). Le secteur tertiaire est le principal employeur de la commune.
Le potentiel forestier de la commune est exploité, entre autres, par une scierie mobile.

### Agriculture

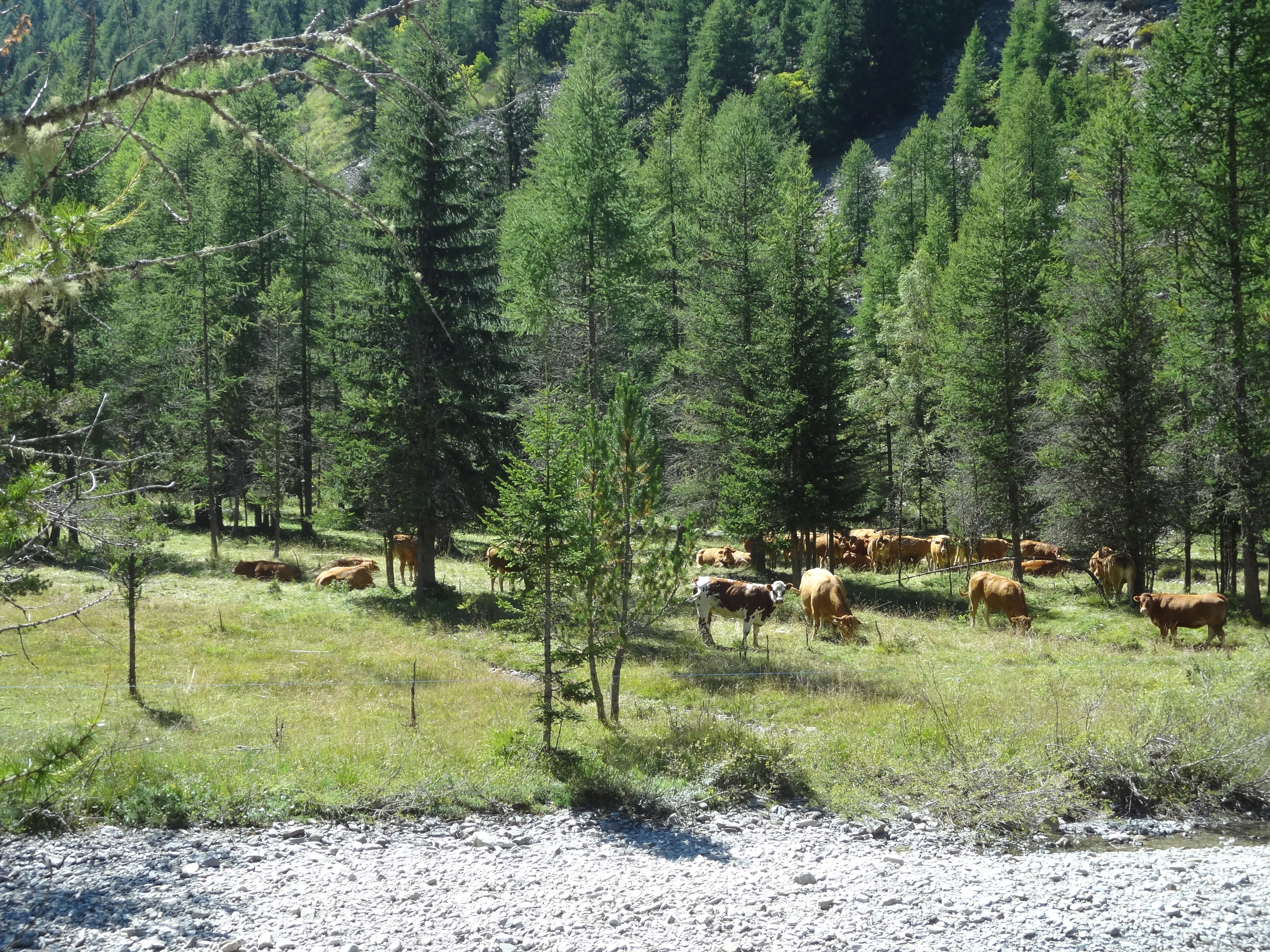
Sylvo-pastoralisme bovin dans le vallon du Laverq.

Fin 2010, le secteur primaire (agriculture, sylviculture, pêche) comptait 34 établissements actifs au sens de l’Insee (exploitants non-professionnels inclus) et aucun emploi salarié.
Le nombre d’exploitations professionnelles, selon l’enquête Agreste du ministère de l’Agriculture, est de 16 en 2010. Il était de 19 en 2000, de 32 en 1988. Actuellement[Quand ?], ces exploitants sont essentiellement des éleveurs ovins (10 exploitants). Quatre exploitations sont spécialisées dans les grandes cultures. De 1988 à 2000, la surface agricole utile (SAU) a chuté de près de 40 %, de 2 424 à 1 580 ha. La SAU a continué de diminuer fortement lors de la dernière décennie, à 1 017 ha.

### Artisanat et industrie
Fin 2010, le secteur secondaire (industrie et construction) comptait neuf établissements, employant huit salariés. Une carrière exploitée par Alpes du Sud matériaux transforme le calcaire en granulats.

### Activités de service
Fin 2010, le secteur tertiaire (commerces, services) comptait 22 établissements (avec 55 emplois salariés), auxquels s’ajoutent les dix établissements du secteur administratif (regroupé avec le secteur sanitaire et social et l’enseignement), salariant douze personnes.
D'après l’Observatoire départemental du tourisme, la fonction touristique est très importante pour la commune, avec plus de cinq touristes accueillis par habitant, le secteur marchand étant majoritaire dans la capacité d'hébergemen. Plusieurs structures d’hébergement à finalité touristique existent dans la commune :
- un camping classé une étoile[53] et deux classés trois étoiles[54] avec une capacité totale de 515 emplacements[55] ;
- plusieurs meublés labellisés[56] et non-labellisés[57] ;
- des chambres d’hôtes[58] ;
- plusieurs hébergements collectifs : un village de vacances, des gîtes et un refuge[59].

Les résidences secondaires apportent un complément à la capacité d’accueil : au nombre de 276, elles représentent 60 % des logements. Parmi les résidences secondaires, 47 possèdent plus d’un logement,.

## Politique et administration

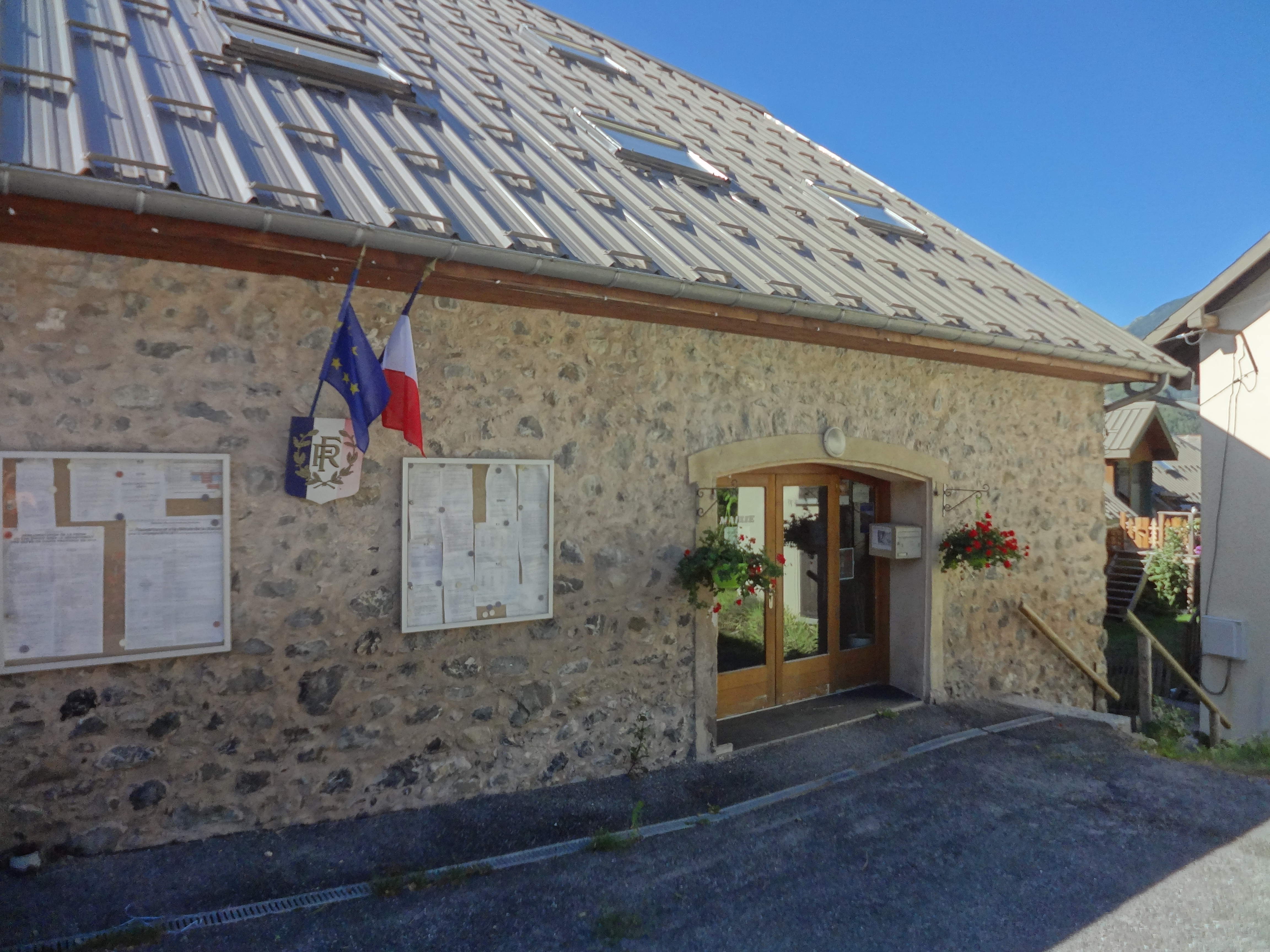
Mairie de Méolans-Revel, au hameau de La Fresquière.

### Municipalité
| Période                                  | Période                       | Identité                | Étiquette | Qualité |
| ---------------------------------------- | ----------------------------- | ----------------------- | --------- | ------- |
| mai 1945                                 |                               | Rémi Allemand           |           |         |
|                                          |                               |                         |           |         |
| 1977                                     | 2014                          | Émile Tron,             |           |         |
| avril 2014                               | En cours (au 21 octobre 2014) | Daniel Million Rousseau | DVG       | Artisan |
| Les données manquantes sont à compléter. |                               |                         |           |         |

Émile Tron, avant d'être maire de Méolans-Revel, a été maire de Méolans de 1965 à 1977.

### Intercommunalité
Méolans-Revel fait partie: 
- de 1993 à 2016 de la communauté de communes Vallée de l'Ubaye ;
- à partir du 1er janvier 2017, de la communauté de communes Vallée de l'Ubaye Serre-Ponçon.

### Enseignement
La commune est dotée d’une école primaire.

## Population et société

### Démographie

#### Évolution démographique de Méolans
En 1968, avant la fusion des deux communes, Méolans comptait 126 habitants. L'habitat a toujours été dispersé : en 1872, le village de Méolans comptait 172 habitants sur les 888 de la commune. Le village de Revel n'a jamais été qu'un hameau, avec seulement une dizaine d'habitants en 1886 (sur 710 habitants).
| 1315     | 1765  | 1793  | 1800  | 1806  | 1821  | 1831  | 1836  | 1841  | 1846  | 1851  |
| -------- | ----- | ----- | ----- | ----- | ----- | ----- | ----- | ----- | ----- | ----- |
| 175 feux | 1 114 | 1 093 | 1 118 | 1 196 | 1 321 | 1 364 | 1 165 | 1 143 | 1 140 | 1 155 |

| 1856  | 1861 | 1866 | 1872 | 1876 | 1881 | 1886 | 1891 | 1896 | 1901 | 1906 |
| ----- | ---- | ---- | ---- | ---- | ---- | ---- | ---- | ---- | ---- | ---- |
| 1 085 | 980  | 950  | 888  | 841  | 788  | 756  | 742  | 583  | 552  | 665  |

| 1911 | 1921 | 1926 | 1931 | 1936 | 1946 | 1954 | 1962 | 1968 | - | - |
| ---- | ---- | ---- | ---- | ---- | ---- | ---- | ---- | ---- | - | - |
| 538  | 454  | 424  | 400  | 306  | 240  | 218  | 153  | 126  | - | - |

Comme Revel, Méolans connaît une saignée aux XIVe et XVe siècles et un long mouvement de croissance jusqu'au début du XIXe siècle, est marquée par une longue période d'« étale » où la population reste relativement stable à un niveau élevé, qui dure jusqu'en 1866. Si l'exode rural commence plus tard qu'à Revel, le mouvement de recul démographique est de plus grande ampleur et plus rapide à Méolans. Dès 1896, la commune a perdu plus de la moitié de sa population par rapport au maximum historique de 1831. Le mouvement de baisse continue jusque dans les années 1960 où intervient la fusion avec Revel.

#### Évolution démographique de Revel puis de Méolans-Revel
L'évolution du nombre d'habitants est connue à travers les recensements de la population effectués dans la commune depuis 1765. Pour les communes de moins de 10 000 habitants, une enquête de recensement portant sur toute la population est réalisée tous les cinq ans, les populations de référence des années intermédiaires étant quant à elles estimées par interpolation ou extrapolation. Pour la commune, le premier recensement exhaustif entrant dans le cadre du nouveau dispositif a été réalisé en 2005.
En 2022, la commune comptait 323 habitants, en évolution de −4,15 % par rapport à 2016 (Alpes-de-Haute-Provence : +2,84 %, France hors Mayotte : +2,11 %).
Revel comptait 147 feux en 1315.
| 1765  | 1793  | 1800 | 1806 | 1821 | 1831 | 1836 | 1841 | 1846 |
| ----- | ----- | ---- | ---- | ---- | ---- | ---- | ---- | ---- |
| 1 114 | 1 039 | 906  | 897  | 896  | 973  | 926  | 933  | 918  |

| 1851 | 1856 | 1861 | 1866 | 1872 | 1876 | 1881 | 1886 | 1891 |
| ---- | ---- | ---- | ---- | ---- | ---- | ---- | ---- | ---- |
| 855  | 833  | 771  | 831  | 752  | 740  | 701  | 710  | 644  |

| 1896 | 1901 | 1906 | 1911 | 1921 | 1926 | 1931 | 1936 | 1946 |
| ---- | ---- | ---- | ---- | ---- | ---- | ---- | ---- | ---- |
| 272  | 255  | 512  | 237  | 204  | 202  | 402  | 366  | 298  |

| 1954 | 1962 | 1968 | 1975 | 1982 | 1990 | 1999 | 2005 | 2006 |
| ---- | ---- | ---- | ---- | ---- | ---- | ---- | ---- | ---- |
| 238  | 205  | 173  | 230  | 224  | 227  | 284  | 318  | 320  |

| 2010 | 2015 | 2020 | 2022 | - | - | - | - | - |
| ---- | ---- | ---- | ---- | - | - | - | - | - |
| 336  | 337  | 324  | 323  | - | - | - | - | - |

La baisse de population des deux communes s'interrompt après la fusion, dans les années 1980, puis la commune connaît une croissance démographique depuis.

## Lieux et monuments
La maison Chauvet porte un cadran solaire daté de 1773 et qui porte la légende « Donnez moi les soleil, je vous donnerai l’heure » (sic) ; il a pour point commun avec un autre cadran, situé à Rioclar et datant de 1854, restauré en 1995, d’avoir la couronne qui contient les chiffres s’évaser en un entonnoir sous le chiffre douze, ce qui peut symboliser l’écoulement du temps (comme un sablier).
Tours à Rioclar, un cadran de 1846 est en très mauvais état, et le cadran de Gavoty a une légende en slavon : « Que l’heure vous soit favorable, que dieu vous bénisse ».

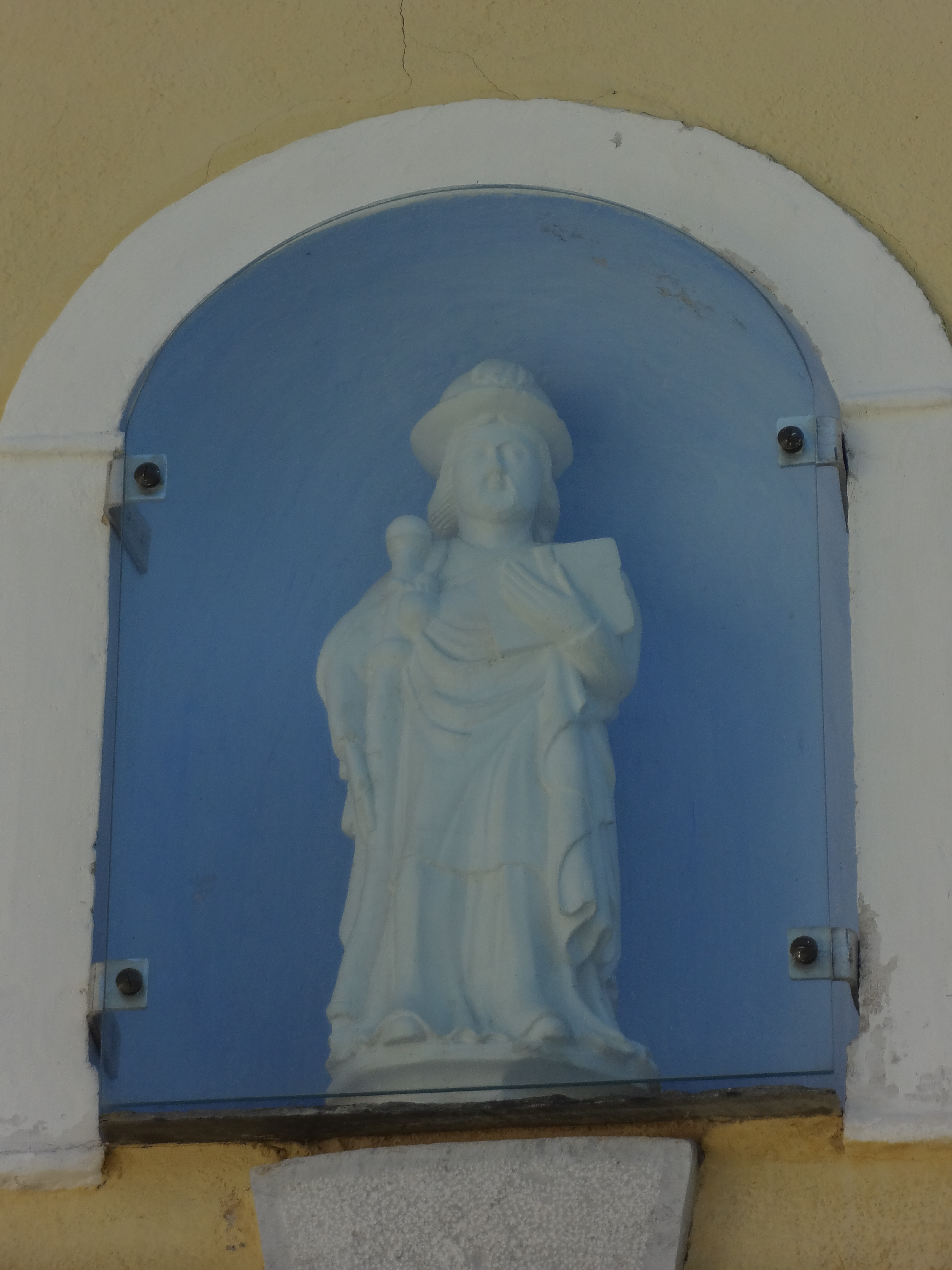
Statuette de l'église Saint-Jacques-le-Majeur.

L’église paroissiale Saint-Jacques-le-Majeur à Revel est ornée sur sa façade d’une petite statue de saint Jacques, de style gothique et datant de la fin du XVe siècle, qui tombe en morceaux. Elle possède encore des éléments de son architecture en style gothique. La chapelle nord est voûtée d’ogives. Elle date du tournant des XVIe et XVIIe siècles.
Le clocher du XVIe siècle est isolé sur un rocher dominant le village de Méolans. Il est construit avec l’église Saint-Julien, disparue depuis. Visible de loin et célèbre dans toute la région, c’est un site classé depuis 1944.
La chapelle Notre-Dame de la Salette, située dans le hameau de Chaudon, date du XVIIIe siècle. Sa nef à deux travées est voûtée d’arêtes. La porte ouvre au sud, avec deux les deux fenêtres éclairant la nef. Le clocher est un mur percé au-dessus de la façade occidentale.

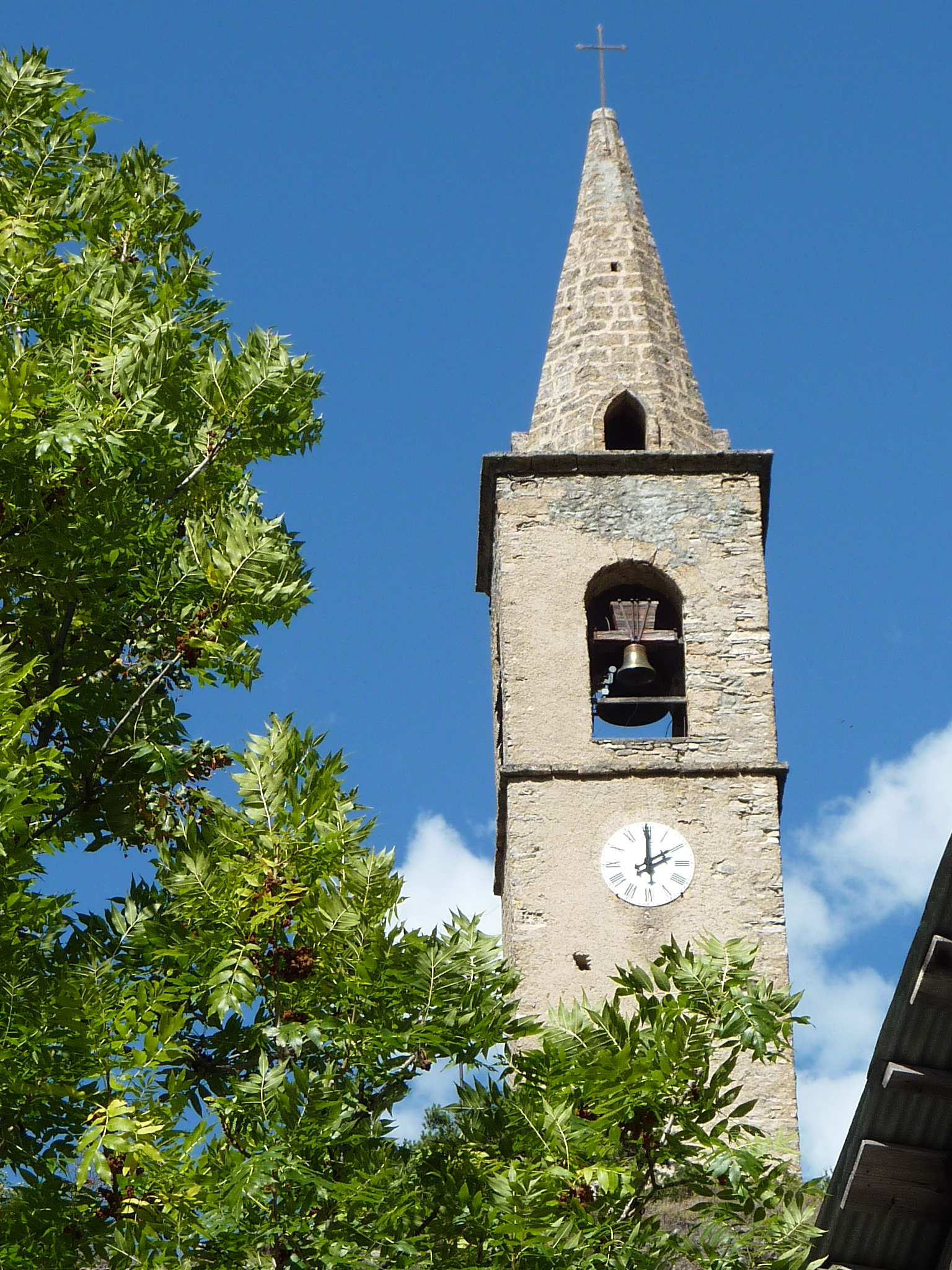
Clocher de l'église Saint-Antoine à Lavercq.

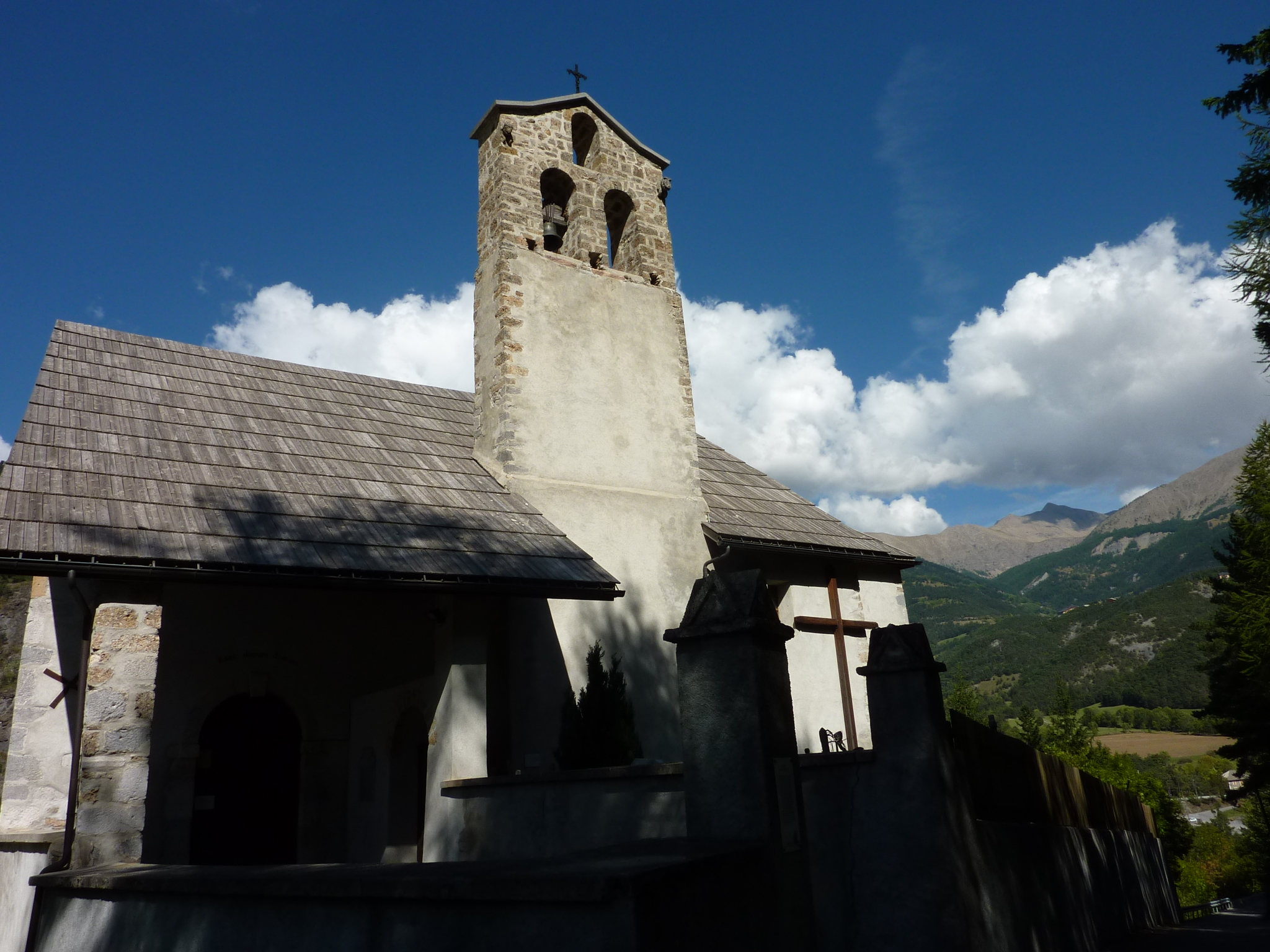
Chapelle Saint-Julien de Méolans.

L’église Saint-Antoine à Lavercq faisait partie d'un ancien prieuré dépendant de Volonne fondé en 1135. Un fragment de mur date de la première construction ; l’église a été reconstruite au XVIIe siècle, la voûte est refaite et d’autres éléments ont été rénovés au XIXe siècle. Les deux travées de sa nef sont en berceau aplati. Une coupole surmonte le chœur. Le clocher est une tour construite sur le côté de la façade occidentale. Les quatre faces de la flèche de pierre sont percées de baies. Il devint ensuite un prieuré de l’abbaye de Chalais, puis de celle de Boscodon.
L’église Notre-Dame-de-la-Visitation ou Notre-Dame-de-Lumières, à Rioclar, est une ancienne paroisse indépendante située sur la commune de Revel, et date de 1763. Sa nef composée de deux travées, le clocher est une tour comme Saint-Julien de Méolans, qui possède une statue du Christ en bois et qui date du XVIe siècle.
Les paroisses avaient de nombreuses succursales, qui donnent de nombreuses chapelles : à La Romeyère, aux Trons, à Girardeisse, Saint-Pierre-Martyr à la Chanenche-Haute, à Méolans, à Saint-Jacques (hameau où se trouve la mairie), aux Fustiers, la chapelle de la Visitation à Gaudeissart, la chapelle Saint-Pancrace à Gouitroux, l’ancienne église paroissiale de Saint-Barthélemy, Saint-Jean à Peynier, Saint-Joseph aux Clarionds, Sainte-Apollonie aux Taroux, Sainte-Marie-Madeleine à la Blache. La chapelle Saint-Jacques, éponyme du hameau Saint-Jacques, date du XIIe siècle. elle possède plusieurs tableaux anciens mais est en très mauvais état. Le pèlerinage à Sainte-Appollonie était réputé guérir un grand nombre de maladies.
Le vallon du Laverq est un site inscrit, ainsi que les abords du Rocher de Méolans.

Chapelles de Méolans-Revel
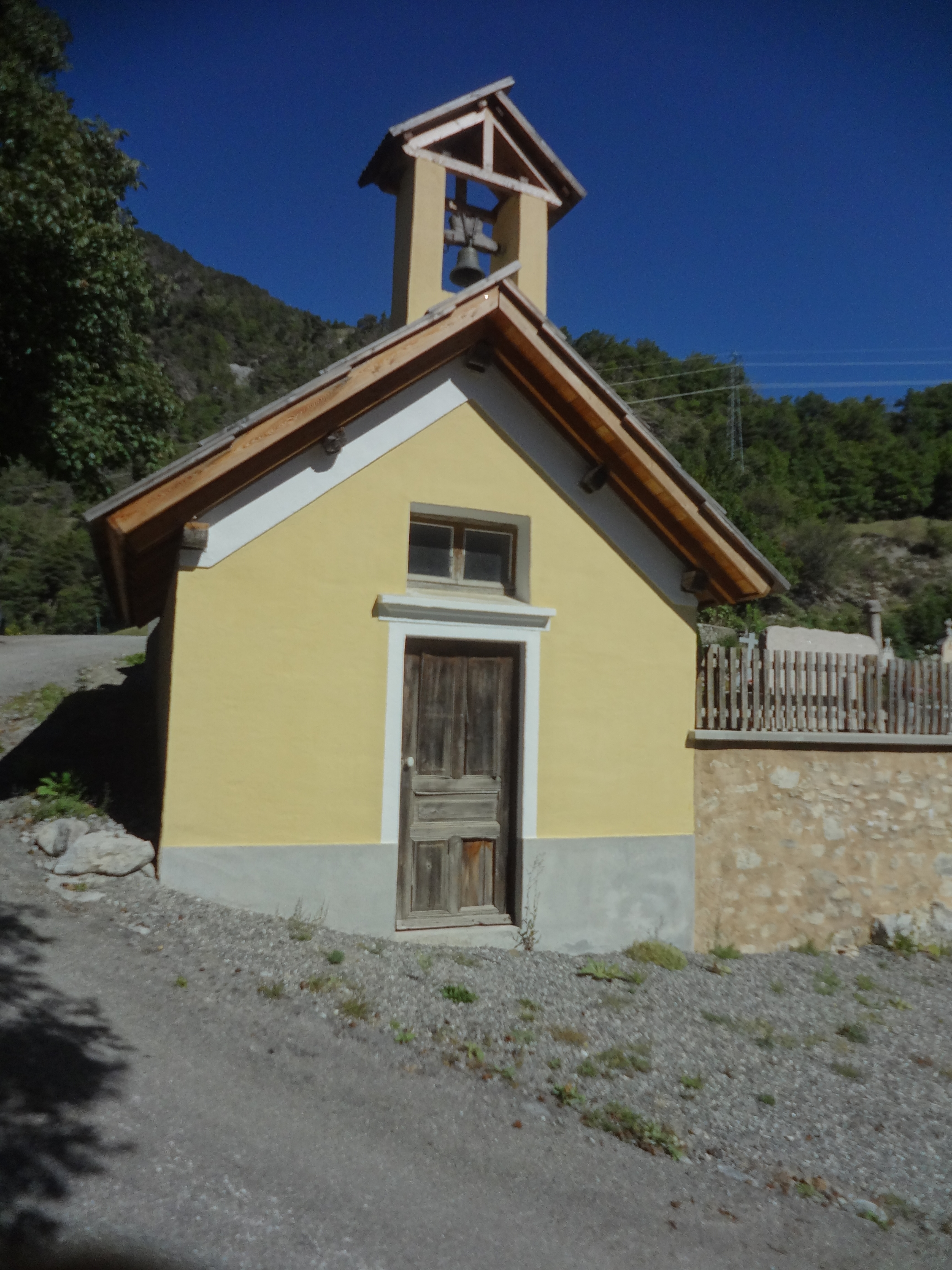
Chapelle du cimetière de Saint-Jacques.
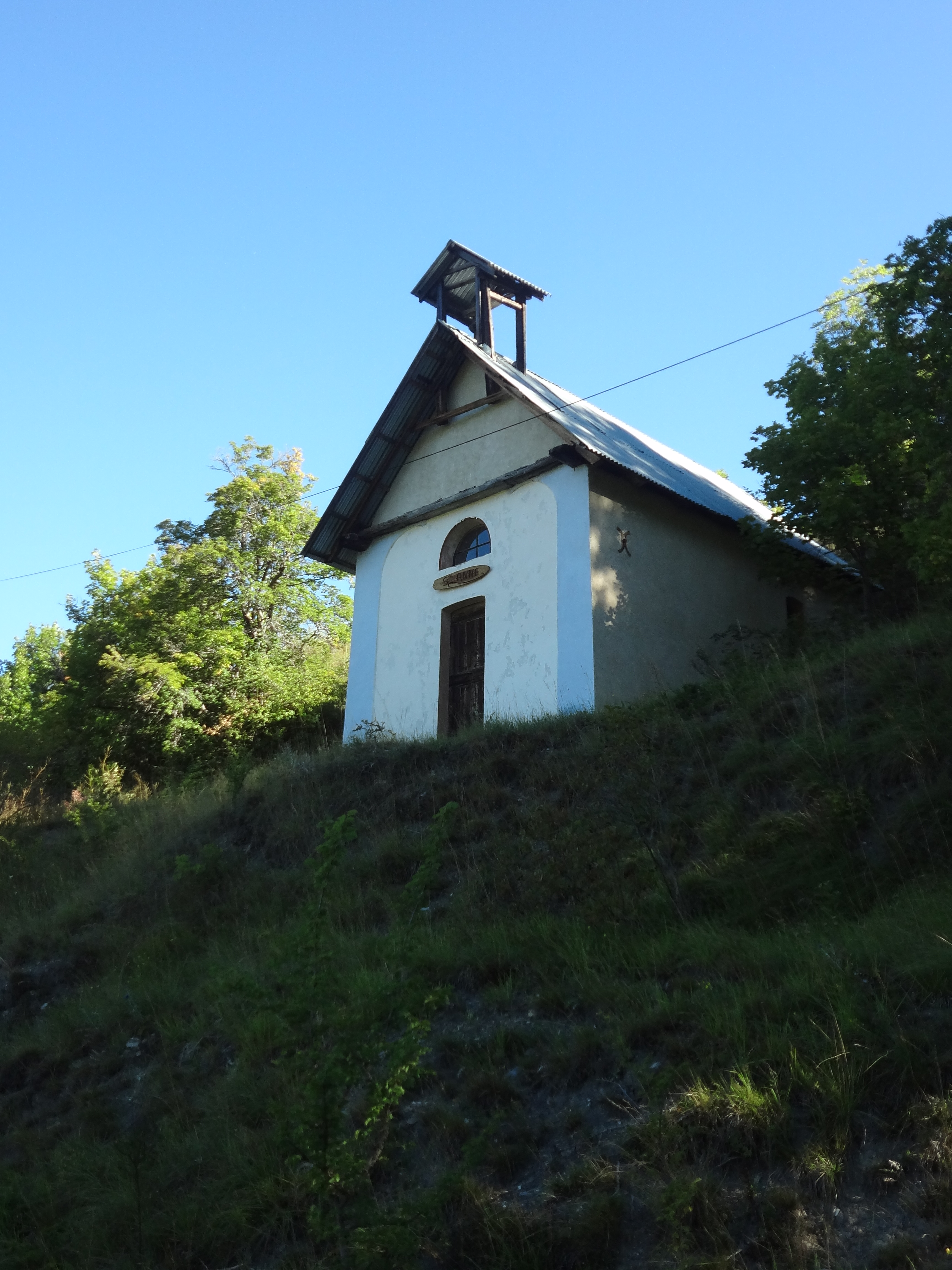
Chapelle Sainte-Anne des Girardeisses.
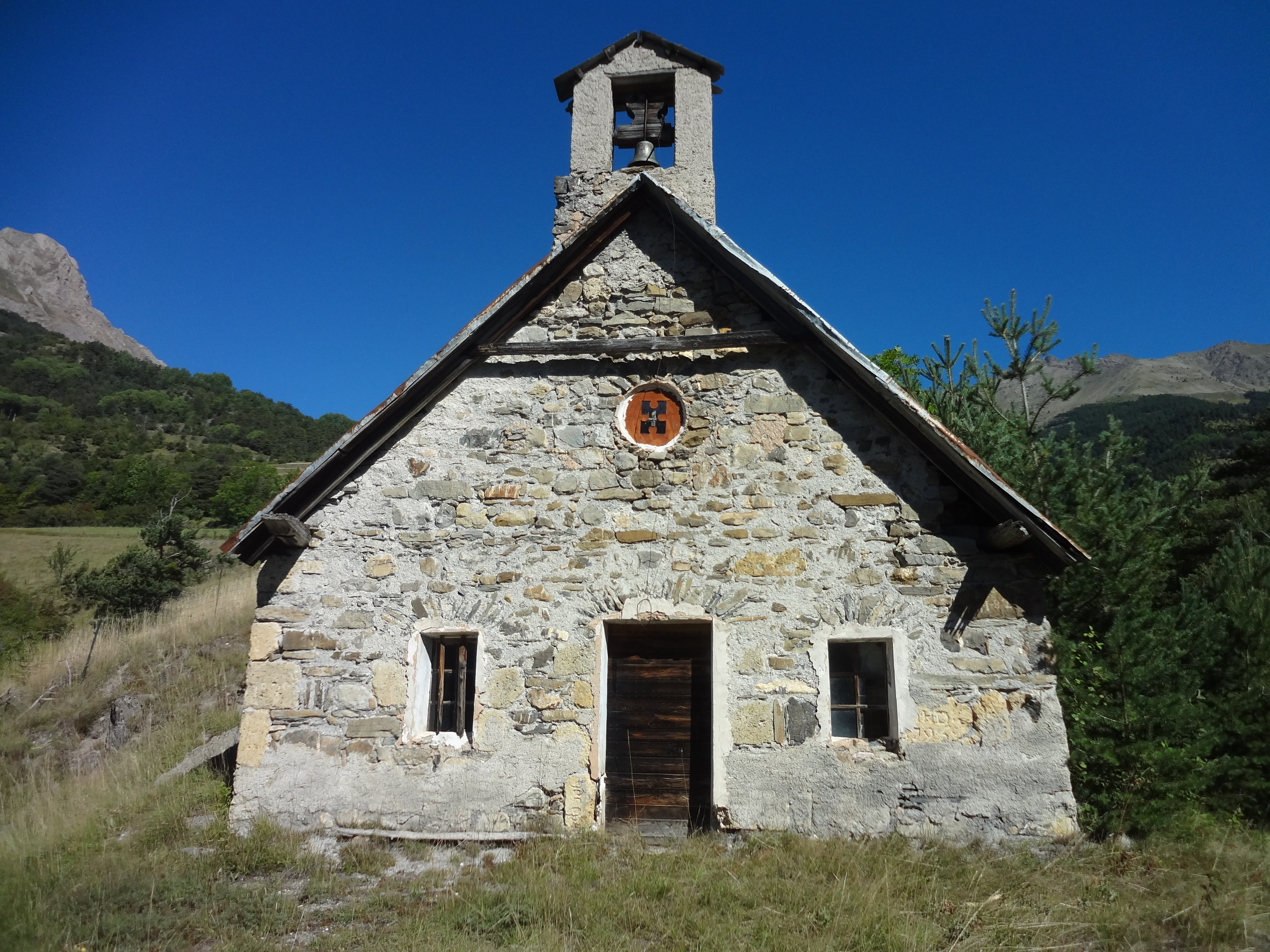
Chapelle des Trons.
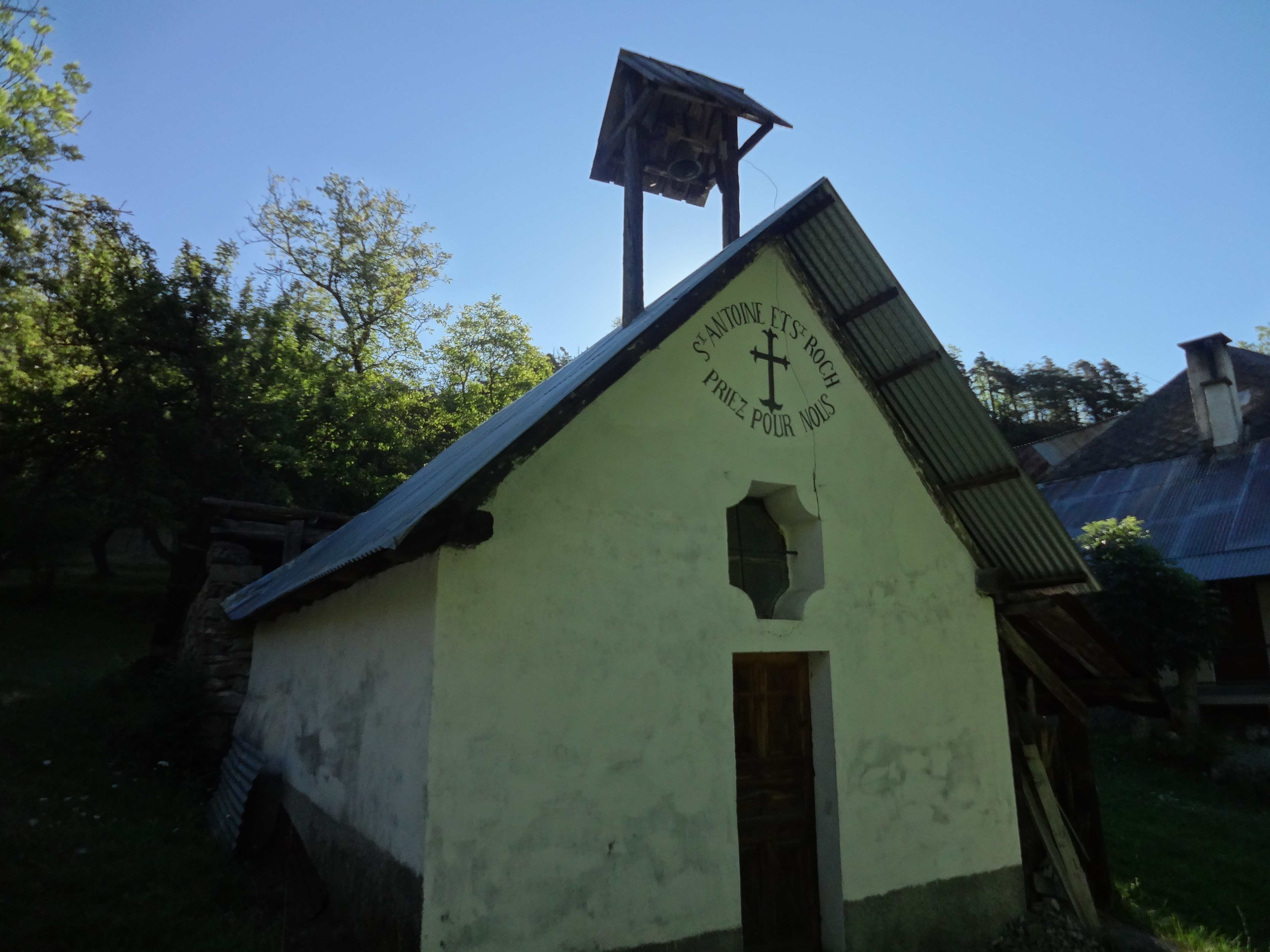
Chapelle Saint-Antoine et Saint-Roch de Rioclar-Bas.

## Personnalités liées à la commune
Christianne Peytral Chevrière